# Wohn- und Wirtschaftsgebäude Weserstraße 2

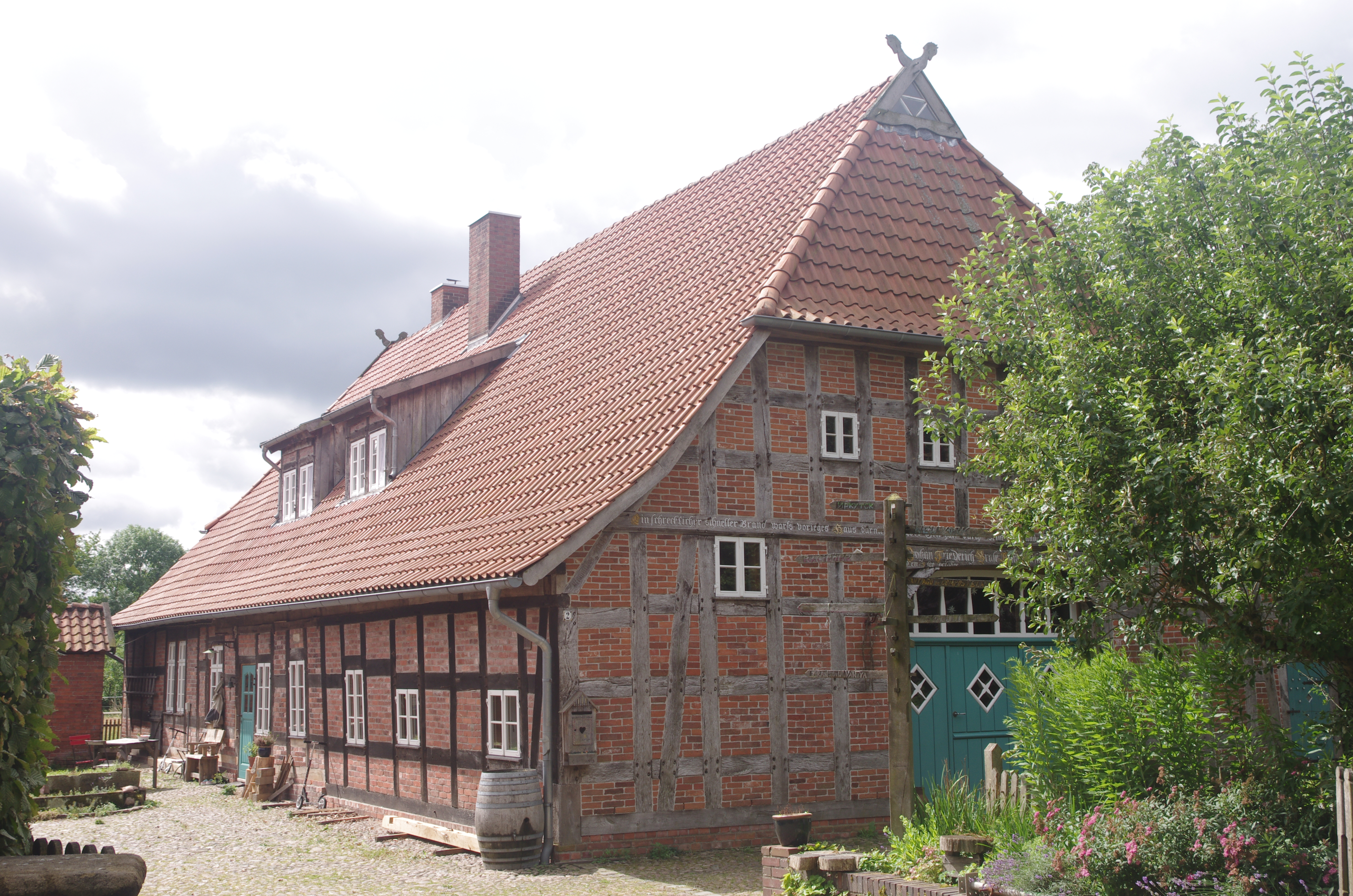
Wohn- und Wirtschaftsgebäude in Schweringen, Weserstr.2

Das Wohn- und Wirtschaftsgebäude Weserstraße 2 in Schweringen in der niedersächsischen Samtgemeinde Grafschaft Hoya stammt vom 18. Jahrhundert.
Aktuell (2023) wird der Hof nahe der Weser landwirtschaftlich und gewerblich genutzt.
Das Gebäude steht unter Denkmalschutz (siehe auch Liste der Baudenkmale in Schweringen).

## Beschreibung
Das eingeschossige giebelständige Hallenhaus in Fachwerk mit Steinausfachungen sowie Krüppelwalmdach, Niedersachsengiebel mit Uhlenloch und niedersächsischen Pferdeköpfen wurde 1818 (Inschrift über der Grooten Door) gebaut.
Auf dem Hof stehen weitere nicht denkmalgeschützte Gebäude.
Das Landesdenkmalamt befand: „… geschichtliche Bedeutung … durch beispielhafte Ausprägung eines niederdeutschen Hallenhauses …“